# Wang Zhiwen
Pour les articles homonymes, voir Wang.
Dans ce nom, le nom de famille précède le nom personnel.
Wang Zhiwen (en chinois : 王志文 ; en pinyin : Wáng Zhiwen), né à Shanghai (Chine) le 25 juin 1966, est un acteur chinois.

## Biographie
Wang Zhiwen commence à jouer à un âge précoce. Un de ses premiers rôles importants est celui de dans Together (2002) de Chen Kaige. Il est Wah dans Love Battlefield (Ai Zuozhan, 2004) et tient également le rôle du roi du Liang dans le film de A Battle of Wits (2006).

## Filmographie partielle

### Au cinéma
- 1989 : A Secret Cover (秘密采访) : Mai Kefeng
- 1991 : Frustrated Childhood (风雨故园) : Mr. Zhiling
- 1994 : Blush (红粉) : Lao Pu
- 1995 : Weekend Lover (en) (周末情人) : Lala
- 1995 : Flying Tigers (飞虎队) : Zhang Lan
- 1997 : Eighteen Springs (半生缘) : Yu Jin
- 1998 : L'Empereur et l'Assassin (荊柯刺秦王) : Marquis Changxin
- 2000 : Superconductor
- 2001 : The Marriage Certificate (谁说我不在乎)
- 2002 : L'Enfant au violon (和你在一起) : professeur Jiang
- 2004 : Love Battlefield : Wah
- 2005 : Beauty Remains (en) : Mr. Huang
- 2005 : Gimme Kudos (求求你表扬我) : Gu Guoge
- 2006 : The Obscure (小说)
- 2006 : A Battle of Wits (墨攻) : le roi du Liang
- 2007 : Brothers (兄弟) : Tam Shun Tin
- 2009 : Wheat (en) (麦田) : Lord Chong
- 2009 : The Message (en) (风声) : Wang Daoxiang
- 2009 : Visitors from the Sui Dynasty (隋朝来客)
- 2014 : The Golden Era
- 2014 : Gone with the Bullets

### À la télévision
- 1997 : Feels Like Spring (en) (像春天一样) : Xiao Liang

## Récompenses et distinctions
- 2003 : Hundred Flowers Award du meilleur acteur de soutien pour son rôle du professeur Jiang dans L'Enfant au violon (和你在一起)
- 2015 : Asian Film Awards du meilleur acteur de soutien pour son rôle dans The Golden Era